# Trofično stanje
Trofično stanje je sestava biomase v vodnem telesu ob času merjenja.
Evtrofno jezero je jezero, v katerem je veliko mineralnih soli in organskih snovi. Običajno je bolj plitvo, voda je prosojna zelenkaste barve. Jezera imajo običajno visoko primarno produktivnost zaradi čezmerne količine hranljivih snovi, katere posledica je slaba kakovost vode. Na dnu jezer pogosto primanjkuje kisika, kar posledično prinaša pomanjšanje ostalih organizmov npr. rib, ki potrebujejo vodo bogato s kisikom. Nastaja veliko organskih ostankov, ki se hitro povečujejo, saj je njihov razkroj zelo počasen.
Distrofno jezero je jezero, ki je nastalo na območjih visokih barij z erozijo šotnih površin. Vsebuje veliko humusnih snovi in humusnih kislin, kar pomeni, da je voda v teh jezerih močno zakisana ter revna z mineralnimi snovmi. Ravno zaradi visoke vsebnosti humusnih kislin je pogosto obarvano v rumeno ali rjavo barvo. Po navadi taka jezera ne presegajo globine enega metra. Na dnu se nahajajo organske usedline, iz katerih nastaja šota. Rastlin in živali v distrofnem jezeru skoraj ni. Zaradi temne barve vode je opazno hitro upadanje svetlobe v globino. Okolico jezerc poraščajo mahovi in šaši.
Mezotrofno jezero (grško mezo - srednje + trophos - hranjenje) je jezero, ki se odlikuje s srednjo vsebnostjo biogenih hranilnih snovi, tako se uvršča po vsebnosti hralnilnih snovi med evtrofna in oligotrofna jezera. Globina vode je 3-5 metrov, plitvine so manj razvite. Za mezotrofna jezera je značilna proizvodnja fitoplanktona in alg, ter bogastvo rib. Prisotnost teh jezer je na Finskem, kjer na enem izmed jezer (Pohjalampi) na vzodnem delu države potekajo obsežne raziskave, da bi določili glavne značilnosti jezer te vrste.
Oligotrofno jezero je jezero z nizko stopnjo prisotnosti rastlinskega in živalskega življenja. Vzrok za to je majhna vsebnost mineralnih snovi. Po navadi so to zelo globoka jezera. Vsebujejo zelo veliko kisika, zaradi česar bakterije zelo dobro predelajo organske odpadke. Voda je svetlo modre barve, prosojna, hladna, rahlo kisla z nizko ali nevtralno pH vrednostjo. V njih je zelo malo rastlinskih vrst od nevretenčarjev pa prevladujejo žuželke in ličinke. Imajo nizko proizvodnjo alg in zato pogosto zelo čisto vodo z visoko kakovostjo pitne vode.